# 4th Troop of Horse Guards

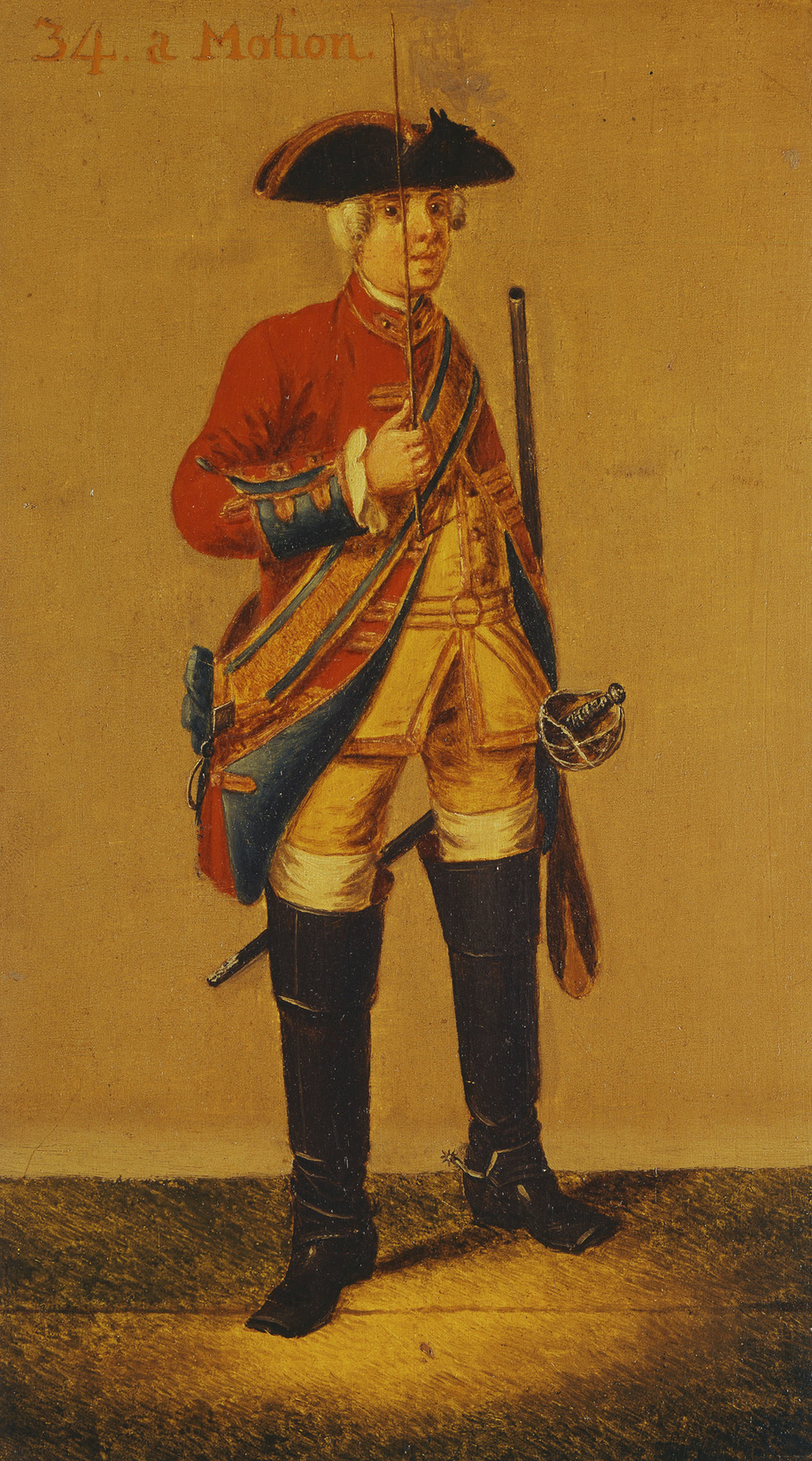
Soldat des 4th Troop of Horse Guards, um 1740

Der 4th Troop of Horse Guards war eine Gardekavallerieeinheit der britischen Armee, die von 1661 bis 1746 bestand.

## Geschichte
Der Troop wurde am 2. April 1661 als Scots Troop of Horse Guards als Teil der Leibgarde des wiedereingesetzten Stuart-Königs Karl II. in Schottland gegründet. Nach dem Act of Union 1707 wurde der Troop 1709 in die British Army eingegliedert und zu 4th Troop of Horse Guards umbenannt.
Der Troop kämpfte im Englisch-Niederländischen Krieg (1672–1674), bei der Niederschlagung der Monmouth Rebellion (1685), im Pfälzischen Erbfolgekrieg (1688–1697) und im Österreichischen Erbfolgekrieg (1740–1748). In der Schlacht bei Dettingen zeichnete sich der Troop durch besondere Tapferkeit aus – in Anerkennung dieser Verdienste wurde 1882 der zwischenzeitlichen Nachfolgereinheit des Troops, dem 2nd Regiment of Life Guards, die Battle Honour Dettingen verliehen. 1746 wurde der Troop in den bestehenden 2nd Troop of Horse Guards eingegliedert.

## Colonels
Colonels des 4th Troop of Horse Guards waren:
- 1661–1671: Colonel James Livingston, 1. Earl of Newburgh
- 1671–1678: Colonel John Murray, 1. Marquess of Atholl
- 1678–1684: Colonel James Graham, 3. Marquess of Montrose
- 1684–1688: Colonel George Livingston, 4. Earl of Linlithgow
- 1688–1696: Colonel James Douglas, 2. Duke of Queensberry
- 1696–1703: Major-General Archibald Campbell, 1. Duke of Argyll
- 1703–1715: Field Marshal John Campbell, 2. Duke of Argyll
- 1715–1719: Colonel John Cochrane, 4. Earl of Dundonald
- 1719–1727: Colonel George Forrester, 5. Lord Forrester
- 1727–1740: Field Marshal Richard Boyle, 2. Viscount Shannon
- 1740–1743: Brigadier-General Francis Howard, 1. Earl of Effingham
- 1743–1746: Lieutenant-General John Lindsay, 20. Earl of Crawford